# Yari (wapen)

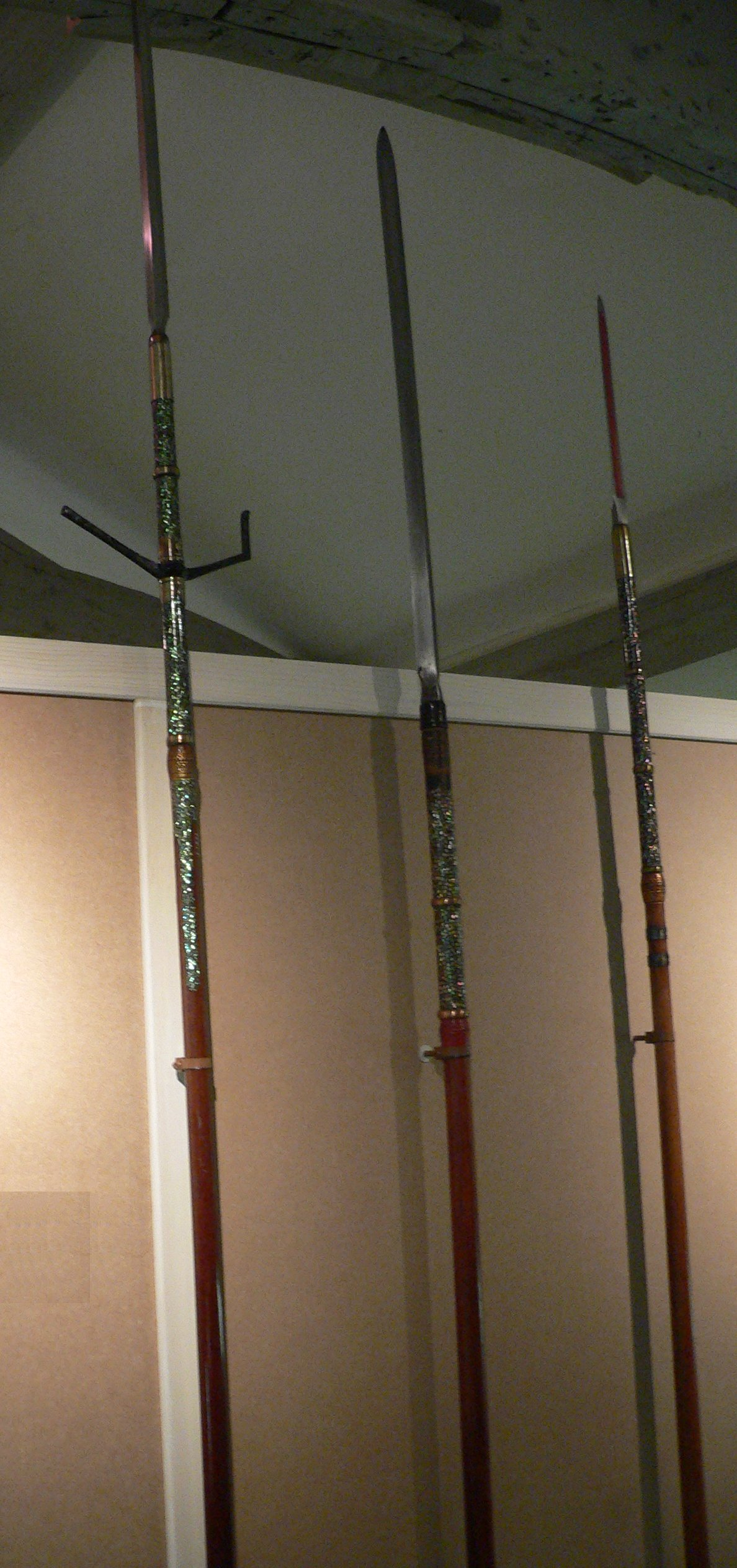
3 yari's

De yari (Japans: 槍) is een wapen dat werd gebruikt door de samoerai in de 15e eeuw.
De yari yomuynyi was een piek op een twee meter lange stok en met twee pieken die met negentig graden op de grootste piek stonden. De ichi no Yari was wat minder in gebruik en had een lang lemmet en een stok van anderhalve tot twee meter. De yari werd uitgevonden tijdens de Gempei-oorlog door de Taira-clan. Het wapen is mogelijk afgeleid van de Chinese speer. De term yari duikt voor het eerst op in bronnen uit 1334. De speer werd pas eind 15e eeuw echt populair onder samoerai.
De kunst van het vechten met een yari wordt sōjutsu genoemd. Van de yari bestonden verschillende modellen en vormen, waaronder met extra messen bevestigd aan de zijkant van de stok.